# Comme prévu
Albums de Ninho
M.I.L.S
(2016) M.I.L.S 2.0
(2018)
Comme prévu est le premier album studio du rappeur français Ninho. Il est sorti le 8 septembre 2017 sous les labels Rec. 118 et Warner.

## Genèse
Sorti un an après sa première mixtape M.I.L.S qui lui a permis de se faire un nom sur la scène du rap français, Comme prévu connaît un succès beaucoup plus important à travers la France, permettant à Ninho de devenir l'un des rappeurs francophones les plus prometteurs de sa génération.
« Comme prévu » désigne la prophétie, le déroulement d'une histoire, d'une idée voir d'une réalité tel on l'envisageait. Elle se rattache au passage « Tout se passe comme prévu », phrase introductive de l'album.
L'album est composé de 15 pistes et comprend cinq collaborations avec Nekfeu, Sofiane, Gradur, Alonzo et son cousin Hös Copperfield.

## Accueil commercial
Dès sa première semaine de sortie, l'album se classe numéro un en France des ventes fusionnées (physiques, téléchargements et streaming) la semaine du 15 septembre 2017 avec 30 843 équivalent ventes. Deux semaines après sa sortie, Comme prévu est certifié disque d'or. Début octobre, soit un peu moins d'un mois après sa sortie, l'album est certifié disque de platine en passant le cap des 100 000 ventes. L'album passe double disque de platine début décembre. En avril 2018, l'album devient triple disque de platine avec plus de 300 000 équivalents ventes. Fin Avril 2022, soit plus de quatre ans après sa sortie, Comme prévu atteint le seuil ultime du disque de diamant en s’écoulant à plus de 500 000 exemplaires.
Comme prévu fait partie avec Destin, Ipséité (Damso), Trône (Booba), Dans la légende & Deux frères (PNL), Cyborg (Nekfeu) et La fête est finie (Orelsan) des albums dont tous les titres ont au moins reçu une certification "Or".

## Liste des titres
| 1.    | Comme prévu                                 | Almess Beats                                       | 2:25 |
| 2.    | Chino                                       | LVDR                                               | 3:26 |
| 3.    | Mamacita                                    | Katrina Squad, Guilty, DJ Ritmin                   | 3:07 |
| 4.    | Caramelo*                                   | Wissem Samy                                        | 3:46 |
| 5.    | Laisse pas traîner ton fils (feat. Sofiane) | Seezy                                              | 3:31 |
| 6.    | Roro                                        | DST The Danger                                     | 3:04 |
| 7.    | HLM ou Palace                               | Arengers, Vincent Lopez, Maradja, Jonathan Latorre | 3:13 |
| 8.    | Rose                                        | ToniiBeats                                         | 3:20 |
| 9.    | De l'autre côté (feat. Nekfeu)              | JXN Beats                                          | 3:49 |
| 10.   | Elle m'a eu                                 | Genji 808                                          | 2:57 |
| 11.   | Ce soir (feat. Alonzo)                      | DJ Merco                                           | 3:07 |
| 12.   | Dita (feat. Hös Copperfield)                | ATR Beats, Izii Tiime, Trent 700                   | 3:36 |
| 13.   | Pourquoi                                    | TripleNBeat                                        | 3:26 |
| 14.   | Lové (feat. Gradur)                         | Wissem Samy                                        | 3:15 |
| 15.   | Carbozo                                     | LVDR                                               | 2:35 |
| 48:37 |                                             |                                                    |      |

- Le single Caramelo a été supprimé des plateformes de streaming à cause du sample qui a été utilisé de manière illégale[7]

## Clips vidéo
- Roro : 21 avril 2017
- Mamacita : 6 juillet 2017
- Chino : 18 août 2017
- Laisse pas traîner ton fils (feat. Sofiane) : 6 octobre 2017
- Dita (feat. Hös Copperfield) : 27 décembre 2017
- Rose : 17 janvier 2018

## Titres certifiés en France
Tous les morceaux de l'album sont certifiés.
- De l'autre côté (feat. Nekfeu)  Diamant[9]
- Elle m'a eu  Diamant[10]
- Mamacita  Diamant[11]
- Comme prévu  Diamant[12]
- Chino  Platine[13]
- Laisse pas traîner ton fils (feat. Sofiane)  Platine[14]
- Roro  Platine[15]
- Rose  Platine[16]
- Pourquoi  Platine[17]
- Lové (feat. Gradur)  Platine[18]
- Carbozo  Or[19]
- HLM ou Palace  Or[20]
- Ce soir (feat. Alonzo)  Platine[21]
- Dita (feat. Hös Copperfield)  Or[22]

## Classements hebdomadaires
| Classements (2017-19)        | Meilleure position |
| ---------------------------- | ------------------ |
| Belgique (Flandre Ultratop)  | 2                  |
| Belgique (Wallonie Ultratop) | 3                  |
| France (SNEP)                | 1                  |
| Suisse (Schweizer Hitparade) | 28                 |

## Certifications
| Région        | Certification | Ventes/Streams |
| ------------- | ------------- | -------------- |
| France (SNEP) | Diamant       | 600 000        |